# God Is a Weapon
«God Is a Weapon» es una canción de la banda estadounidense de rock Falling in Reverse con la participación del músico de rock estadounidense Marilyn Manson. Esta balada fue lanzada el 20 de mayo de 2025 por Epitaph Records. Se lanzó como sencillo independiente el mismo día que Falling In Reverse anunció una gira por estadios en Norteamérica, titulada "God Is a Weapon Tour".

## Antecedentes y grabación
Una colaboración entre Ronnie Radke, vocalista de Falling in Reverse, y el vocalista homónimo de Marilyn Manson se insinuó por primera vez después de que Radke fuera fotografiado en la fiesta de cumpleaños de Manson en enero de 2025. Radke indicó que la colaboración estaba próxima cuando compartió una fotografía en redes sociales de él y Manson ese mismo mes. La canción es una colaboración entre Falling in Reverse y Manson. Contiene la voz de Manson y fue escrita por Radke y Manson, junto con Cody Quistad de Wage War y Tyler Smyth de DangerKids.
Neon Music describió "God Is a Weapon" como una mezcla de industrial y post-hardcore con fuertes matices metálicos, mientras que Revolver la describió como una "balada potente y masiva que gira en torno al verso 'Si Dios es una mujer/Entonces Dios es un arma'". Los dos vocalistas cantan cada uno como solistas en una estrofa, y Loudwire la describió como una "canción lenta con una sensación etérea que se vuelve mucho más pesada durante el segundo estribillo".

## Lanzamiento y promoción
La canción se lanzó como descarga digital el 20 de mayo de 2025, la misma fecha en que Falling in Reverse anunció una gira por estadios en Norteamérica, titulada "God Is a Weapon Tour". La gira cuenta con la participación de Hollywood Undead, Point North, Slaughter to Prevail, Sleep Theory, Tech N9ne y Wage War. En respuesta a las críticas contra Falling in Reverse en redes sociales por colaborar con Marilyn Manson y varias de las bandas que abren la gira, Radke emitió un comunicado agradeciendo a sus fans de toda la vida por no ser "unas mariquitas que se quejan y lloran sobre con quiénes giran y con quiénes colaboran". Describió a los usuarios de redes sociales que lo criticaron como "una locura total, un delirio total, conectados todo el tiempo". La gira comienza el 10 de agosto y termina el 26 de septiembre.

## Video musical
El video musical de la canción fue dirigido por Jensen Noen, quien ya había dirigido videos para In This Moment y Motionless in White. El video está protagonizado por Dana Dentata, quien prestó coros en la canción principal del álbum Heaven Upside Down de Marilyn Manson de 2017.

## Posicionamiento en lista
| Lista (2025)                                  | Posición |
| --------------------------------------------- | -------- |
| New Zealand Hot Singles (RMNZ)                | 15       |
| UK Singles Sales (OCC)                        | 61       |
| Estados Unidos (Digital Songs)                | 24       |
| Estados Unidos (Hot Rock & Alternative Songs) | 27       |
| US Hot Hard Rock Songs (Billboard)            | 5        |
| Estados Unidos (Mainstream Rock)              | 17       |
| Reino Unido (UK Rock & Metal)                 | 32       |
| Reino Unido (UK Download Chart)               | 58       |